# گریگزویل (نیویورک)
گریگزویل (به انگلیسی: Greigsville) یک منطقهٔ مسکونی در ایالات متحده آمریکا است که در نیویورک واقع شده‌است. گریگزویل ۲۰۹ نفر جمعیت دارد و ۲۲۸٫۹۱ متر بالاتر از سطح دریا واقع شده‌است.